# Kreissparkasse Vaihingen
Die Kreissparkasse Vaihingen war eine Sparkasse in Baden-Württemberg, die zum 1. Januar 1974 im Zuge der Kreisreform von der Kreissparkasse Ludwigsburg aufgenommen wurde.

## Geschichte
Der erste Geschäftstag der neu gegründeten Oberamtssparkasse in Vaihingen war der 1. Oktober 1879. Sie war eine Einrichtung der Verwaltung des Oberamts Vaihingen. Die ersten Geschäftsräume waren im Gasthaus Wilder Mann in der Heilbronner Straße.
Nach der Bankenkrise von 1932 wurden die Sparkassen in Deutschland aus den Kommunalverwaltungen ausgegliedert. Die Oberamtssparkasse Vaihingen wurde damit rechtsfähige Anstalt des öffentlichen Rechts. Sie wurde 1934 in Kreissparkasse Vaihingen umbenannt. Mit der Verwaltungsreform in Württemberg von 1938 wurde das ehemalige Oberamt Maulbronn vom Landkreis Vaihingen aufgenommen. Dementsprechend kamen die Zweigstellen der ehemaligen Oberamtssparkasse Maulbronn und auch einige Zweigstellen der ehemaligen Oberamtssparkasse Brackenheim zur Kreissparkasse Vaihingen. Im Zuge Kreisreform ging die Kreissparkasse Vaihingen am 1. Januar 1974 in der Kreissparkasse Ludwigsburg auf. Einige Filialen im neu gegründeten Enzkreis gingen allerdings zur Stadt- und Kreissparkasse Pforzheim, die 2003 in der Sparkasse Pforzheim Calw aufging.

## Beratungscenter der Kreissparkasse Ludwigsburg
Am Standort Vaihingen ist heute ein Beratungscenter, das zur Regionaldirektion Süd der Kreissparkasse Ludwigsburg mit Sitz in Ditzingen gehört. Leiter des Beratungscenters ist Daniel Simons.